# Саундтреки (До свидания, невинность!)
«Саундтреки (До свидания невинность!)» — дебютный полноценный студийный альбом российской рок-группы «Конец Фильма», выпущенный в 2001 году. Был записан в период с весны по осень 2000 года в Москве. Альбом включает песни, которые и по сей день считаются одними из главных хитов группы: «Ночь Одиночество», «Жёлтые глаза» и «Элис». Последняя долгое время возглавляла всевозможные хит-парады на различных радиостанциях.

## Список композиций
| №   | Название                 | Длительность |
| --- | ------------------------ | ------------ |
| 1.  | «Если нет любви»         | 3:39         |
| 2.  | «Джо»                    | 3:43         |
| 3.  | «Пуэрториканец»          | 3:25         |
| 4.  | «Желтые глаза»           | 3:34         |
| 5.  | «Ночь Одиночество»       | 2:34         |
| 6.  | «Я дам тебе все»         | 3:18         |
| 7.  | «Машина цвета Валентино» | 3:38         |
| 8.  | «Шоссе»                  | 4:04         |
| 9.  | «Французский фильм»      | 4:27         |
| 10. | «Подарок»                | 3:26         |
| 11. | «Аве Мария»              | 3:29         |
| 12. | «Элис (Бонус-трек)»      | 3:30         |

## Клипы
На песни «Жёлтые глаза» и «Я дам тебе всё» были сняты видеоклипы. Клип на песню «Жёлтые глаза» вошёл в 50 лучших клипов по версии русскоязычного MTV по итогам 2000 года.